# كيني بال
كيني بال (بالإنجليزية: Kenny Ball)‏ هو عازف جاز بريطاني، ولد في 22 مايو 1930 في إيلفورد ‏ في المملكة المتحدة، وتوفي في 7 مارس 2013 في Basildon ‏ في المملكة المتحدة بسبب ذات الرئة.

## وصلات خارجية
- الموقع الرسمي
- كيني بال على موقع IMDb (الإنجليزية)
- كيني بال على موقع ميوزك برينز (الإنجليزية)
- كيني بال على موقع أول ميوزيك (الإنجليزية)
- كيني بال على موقع ديسكوغز (الإنجليزية)